# Xingjiang (sockenhuvudort i Kina, Jiangxi Sheng, lat 26,49, long 115,77)
Xingjiang är en sockenhuvudort i Kina. Den ligger i provinsen Jiangxi, i den sydöstra delen av landet, omkring 240 kilometer söder om provinshuvudstaden Nanchang. Antalet invånare är 25 584. Befolkningen består av 12 126 kvinnor och 13 458 män. Barn under 15 år utgör 24,0 %, vuxna 15-64 år 65 %, och äldre över 65 år 9,0 %.
Runt Xingjiang är det ganska tätbefolkat, med 166 invånare per kvadratkilometer. Närmaste större samhälle är Laicun, 16,6 km söder om Xingjiang. I omgivningarna runt Xingjiang växer i huvudsak blandskog.
Genomsnittlig årsnederbörd är 2 051 millimeter. Den regnigaste månaden är maj, med i genomsnitt 345 mm nederbörd, och den torraste är oktober, med 23 mm nederbörd.